# Washington (Pennsylvania)
Washington is een plaats (city) in de Amerikaanse staat Pennsylvania, en valt bestuurlijk gezien onder Washington County.

## Demografie
Bij de volkstelling in 2000 werd het aantal inwoners vastgesteld op 15.268.
In 2006 is het aantal inwoners door het United States Census Bureau geschat op 14.767, een daling van 501 (-3,3%).

## Geografie
Volgens het United States Census Bureau beslaat de plaats een oppervlakte van 7,6 km², geheel bestaande uit land. Washington ligt op ongeveer 404 m boven zeeniveau.

## Plaatsen in de nabije omgeving
De onderstaande figuur toont nabijgelegen plaatsen in een straal van 12 km rond Washington.

## Geboren
- Bud Yorkin (1926-2015), producent en regisseur